# Interestatal 17
La Interestatal 17 (abreviada I-17) es una autopista interestatal ubicada en el estado de Arizona. La autopista inicia en el sur desde la I 10     en Phoenix hacia el norte en la SR 89A     en Flagstaff. La autopista tiene una longitud de 234,6 km (145.76 mi).

## Mantenimiento
Al igual que las carreteras estatales, las carreteras federales, la Interestatal 17 es administrada y mantenida por el Departamento de Transporte de Arizona por sus siglas en inglés ADOT.

## Cruces
La Interestatal 17 es atravesada principalmente por la Loop 101     en Phoenix
I 40     en Flagstaff.